# 아마다 (가공의 도시)
아마다(Armada)는 차이나 미에빌의 소설 《상처》에 등장하는 해상 도시로, 가공의 세계인 바스락의 일부이다. 이 도시는 수천 년 넘게 유지된 곳으로, 그 기원에 관해서는 알려진 바가 거의 없다. 《상처》에서, 아마다는 최근에 피랍된 시민, 특히 뉴크로부존 출신의 벨리스 콜드와인과 리메이드 죄수였던 태너 색의 관점을 통해서 관찰되고 서술된다.

## 지구(Ridings)
아마다는 (육지 도시의 구에 해당하는) 여러 개의 지구로 구분되어 있는데, 각각의 지구는 다른 정치체제에 의해 운영되고 있다. 《상처》에 등장하는 지구들은 다음과 같다.

### 가워터(Garwater)
아마다에서 가장 강력한 지구로, 아마다의 의사결정 거의 대부분에 영향력을 행사하는 상처투성이의 이름 모를 두 남녀 해적인 '연인들'에 의해 통치되고 있다. 기함은 그랜드 이스터리 호이다. 또한 가워터는 애로건스 호와 트라이던트 호라는 두 대의 거대한 비행선과, 뉴크로부존으로부터 탈취한 심해 시추선 소굼 호를 보유하고 있다.

### 드라이폴(Dry Fall)
브루콜랙이라는 칭호의 뱀파이어에 의해 통치되는 곳으로, 드라이폴의 주민들은 윤택한 삶을 구가하고 있으며, 아마다에서 가장 엄격한 치안 상태와 개인적인 활동의 자유를 보장받지만, 이런 생활은 그들이 "혈세(goretax)"를 뱀파이어 지도자에게 바침으로써 얻은 것이다. 드라이폴은 아방을 소환하려는 가워터의 계획에 커하우스와 함께 반대하는 입장이다. 기함은 유록 호이다.

### 북타운(Booktown)
케프리 3인 과두정부에 의해 운영되는 곳이다. 이곳에는 아마다에서 가장 큰 지식의 보고인 그랜드 기어즈 도서관이 있다.

### 커하우스(Curhouse)
커하우스는 아마다에서 가장 민주적으로 운영되는 지구로, '연인들'에 대해 반대 성향을 띈 대규모의 의회에 의해 운영되고 있다. 커하우스는 벨리스 콜드와인이 타고 있던 배인 텁시코리아 호가 계류되어 있는 곳이며, 또한 여러 척의 배를 연결하여 그 내부를 비우고 흙을 채워서 꾸민 커다란 공원인 크룸파크가 있는 곳이기도 하다.

### 디앤다인(Thee-and-Thine)
여기는 프레드릭이라는 상인 군주에 의해 통치되고 있는데, 그는 '연인들'에 의해 쉽게 매수되는 경향이 있다. 대부분의 아마다 시민들은 여기를 무법천지의 슬럼지역으로 간주하지만, 벨리스는 여기를 무법지대라기보다는 배금주의적 원리에 의해 작동되는 곳으로 본다. 기함은 솔트고들링 호이다.

### 바스크(Bask)
기함은 테일러즈몬 호이다. 멘피시들의 본거지이기도 하다.

### 주어(Jhour)
브래지노드라는 캑터케이 여왕이 통치하고 있다. 기함은 사스키털 호이다.

### 섀들러(Shaddler)
장군에 의해 지배되는 곳으로, 스캡메틀러 인구의 대부분이 여기 거주하고 있다. 기함은 서리앤스로퍼스 호이다.

### 유령 출몰 지역(The Haunted Quarter)
오래된 배들이 모여 있는 버림 받은 지구로, 사람들은 이곳에 구울과 온갖 초자연적인 존재들이 들끓고 있다고 생각한다. 사일러스 페넥이 이곳을 은신처로 사용했다.

## 아방(The avanc)
《상처》에서 이야기가 진행되는 과정에서, '연인들'은 아마다로 하여금 대양을 제패할 수 있는 힘을 얻게 하도록 전설적인 괴물인 아방을 소환하려는 계획을 세워 추진한다. 도시의 가장 거대한 선박 아래 부착된 다섯 개의 거대한 쇠사슬을 통해 알 수 있듯이, 이 계획은 아마다의 역사에서 이미 예전에 한 번 시도된 적이 있는 것이다. 가워터는 일단의 과학자 및 공학자들을 동원하여, 다른 몇몇 지구의 반대를 무릅쓰고, 어마어마한 물리적/마법적 에너지를 사용하여 아방을 소환할 수 있게 된다. 이로 인해 아마다는 전설로만 전해져 내려오던 "상처(The Scar)"에 다다를 수 있는 수단을 얻는다.